# Lore Lorentz
Lore Lorentz geboren als Lore Schirmer (Moravská Ostrava, 12 september 1920 - Düsseldorf, 22 februari 1994) was een Duitse cabaretière en chansonière.

## Jeugd en opleiding
Lore Lorentz studeerde na haar eindexamen geschiedenis, germanistiek en filosofie in Wenen en Berlijn, waar ze de student Kay Lorentz leerde kennen, waarmee ze in 1944 in het huwelijksbootje stapte. Samen met haar echtgenoot stichtte ze in Düsseldorf in 1947 zonder enige kennis van het theaterberoep het eerste Duitse naoorlogse cabaret Das Kom(m)ödchen. 

## Carrière
Haar toneeldebuut had ze met het programma Positiv dagegen (1947). Tot 1983 behoorde ze tot het ensemble van het Kom(m)ödchen, daarna maakte ze soloprogramma's, waaronder Lore Lorentz präsentiert die Pürkels en Eine schöne Geschichte, die vaak ook op televisie werden uitgezonden, meestal als productie van de WDR. In het radioprogramma van de WDR was ze in de jaren 1950 af en toe te horen in operetteproducties, die werden gedirigeerd door Franz Marszalek.
Door de media werd ze als Grande Dame van het Duitse cabaret en als Primaballerina assoluta van de politieke satire betiteld. Ze telde tot de belangrijkste figuren van het politiek-literaire cabaret. Haar bijzondere sterkte was het perfecte gevoel voor timing bij het spreken van haar teksten. In 1976 weigerde ze, samen met haar echtgenoot, de aanvaarding van het Bundesverdienstkreuz. Van 1976 tot 1978 studeerde ze aan de Folkwang Universität in Essen chanson, song en musical. Nadat ze in 1983 uit het ensemble van het Kom(m)ödchen was uitgetreden, wijdde ze zich aan soloprogramma's, maar keerde alsnog na de dood van haar echtgenoot in 1993 terug bij het Kom(m)ödchen, om de leiding op zich te nemen. 

## Overlijden
Dertien maanden na de dood van haar echtgenoot overleed Lore Lorentz op 22 februari 1994 op 73-jarige leeftijd aan de gevolgen van een longontsteking en werd bijgezet op kerkhof van Heerdt in Düsseldorf.

## Onderscheidingen
- 1981: Ereprijs van de Deutschen Kleinkunstpreises voor Das Kom(m)ödchen
- 1986: Staatsprijs van het land Nordrhein-Westfalen
- 1989: Grote Cultuurprijs van de Sparkassen-Kulturstiftung Rheinland van de Rheinischen Sparkassen- und Giroverbandes
- 1989: Samen met haar echtgenoot eregift van de Heinrich-Heine-Gesellschaft
- 2004: Postuum Ster op de Walk of Fame van het cabaret

## Filmografie
- 1965: Blick zurück – doch nicht im Zorn (als zichzelf)
- 1970: Zwei in der Krise
- 1972: Dracula (Lucy Seward)
- 1983: Is was, Kanzler?
- 2007: Herr Schmidt wird 50, will aber nicht feiern (als zichzelf)

- Bibliothèque nationale de France: cb16072361z (data)
- Gemeinsame Normdatei: 123933552
- International Standard Name Identifier: 0000 0000 6314 4803
- Library of Congress Control Number: n85072640
- MusicBrainz: fa7bfd9a-1979-488a-9537-c8cca2ec7388
- Nederlandse Thesaurus van Auteursnamen: 072261765
- Virtual International Authority File: 50147878